# Província de Jaén

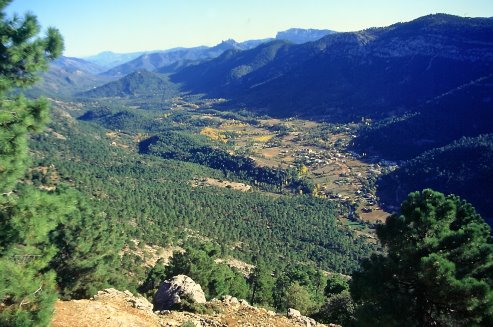
La Vall del Guadalquivir en el seu naixement entre la Serra de Cazorla i la Serra de Segura.

Jaén (en castellà, Jaén) és una província d'Andalusia, en la part d'Andalusia Oriental. Limita per l'oest amb la província de Còrdova, pel nord-est amb Castella - la Manxa, i pel sud-est amb la de Granada. La seva capital és Jaén.
La seua superfície és de 13.498 km², amb una població de 660.284 habitants (2005, INE Arxivat 2008-02-25 a Wayback Machine.), dels quals, prop d'una sisena part viuen en la capital, i la seua densitat de població és de 48,01 km². És composta per 97 municipis, entre els quals destaquen, juntament amb la capital, Linares, Úbeda, Baeza, Andújar, Martos, Bailèn i Alcalá la Real. A la Serra de Cazorla, a Pontones, naix el Segura, mentre que a la serra de La Cañada de las Fuentes, al terme municipal de Quesada, naix el Guadalquivir. Malgrat que és una de províncies poc coneguda pels turistes, té molts llocs interessants per visitar. Jaén té, al costat d'altres paratges naturals protegits, quatre parcs naturals:
- Parc Natural de la Serra d'Andújar.
- Parc Natural de la Sierra Mágina
- Parc Natural de Despeñaperros.
- Parc Natural de les Sierras de Cazorla, Segura i Las Villas, que hi posseeix una extensió més gran que La Rioja.

La província compta també amb dues importants ciutats renaixentistes: Úbeda i Baeza, que han estat declarades Patrimoni de la Humanitat per la UNESCO el 3 de juliol del 2003. La província és el major productor mundial d'oli d'oliva, tota sola produeix més oli que el segun productor mundial que és Itàlia. Es conreen unes 550.000 hectàrees d'olivars.